# Dikellites abditus
Dikellites abditus är en skalbaggsart som beskrevs av Britton 1990. Dikellites abditus ingår i släktet Dikellites och familjen Melolonthidae. Inga underarter finns listade i Catalogue of Life.